# Qee
Qee（キューイー、またはキー）は、香港のToy2R社が2001年より製造・販売するデザイナー玩具。一般的に高さ2.5インチのフィギュアの形態をしているもの。様々なデザインのものが存在し、買ってからでないと中身が分からないブラインド・ボックス方式で販売されている。世界各国のデザイナーがキャラクターをデザインし、限定数量で製造・販売されるものも多いため、コレクション性が高く、主に大人のコレクターで収集され人気を博している。
日本語表記では「キューイー」とされることが多く、英語では「キー」と発音される。
もともとは香港の雑誌の4コマ漫画のキャラクター。設定として彼らはキューイーワールドなる町に住んでいることになっている。

## 商品
主にクマ、ネコ、イヌ、サル、ウサギという基本スタイル（頭部がその形をしている）から成り立っているが、他のバリエーションとして、ガイコツの頭のもの（TOYER Qee）やエッグ（EGG Qee）、ベビーキューイー（BABY Qee）なども存在する。標準サイズは2.5インチ（5cm～6cm程度）だが、1.5インチ、8インチ、16インチ、36インチのものも販売されている。通常、キーチェーン用の金具と共に販売され、「Qeeキーチェーンコレクション」とも呼ばれている。
基本的にはブラインドボックス形式で販売されており、外からは中が見えず買ってからでないとデザインはわからない。またミステリーフィギュアと称された色違い版のようなものも存在し、様々な種類のQeeが市場に出回っている。
まれに季節限定Qeeなども発売される。
キーチェーン用の金具の他にも小物等が付属している場合がある（食虫植物を模したQeeにはハエの小さいフィギュアが付属していた）。

### 基本スタイル
- Qee Bear BearBearQ：クマ
- Qee Dog KitCatQ：ネコ
- Qee Cat DoggyQ：イヌ
- Qee Mon MonQ：サル
- Qee Bunny BuneeQ：ウサギ
- Hump-Qee Dump-Qee Egg：タマゴ
- Toyer Qee：ガイコツ

### ノベルティーグッズ
最近では各企業がキャンペーンの際に限定版を用意し配布、頒布することがある。
主な企業としては、アディダス、ベネトン、BenQ、スウォッチなど。

## アートとしてのQee
- このQeeは主にスティーブン・リーによってデザインがなされているが、その一方で日本をはじめとする各国のアーティスト・クリエーターや店舗もデザインに取り組んでいる。プロデュースは香港のトイショップ・メーカーであるToy2Rが担っている。
- 限定販売もののQeeも頻繁に売られるようになったので（大阪プロレス版Qeeなど）、今後さらに種類・バリエーションの増加が期待されている。